# Arctocephalus
Arctocephalus es un género de mamíferos pinnípedos de la familia de los otáridos conocidos  como leones marinos,  lobos marinos, osos marinos, lobos finos y lobos marinos peleteros.

## Historia taxonómica
En el año 2012, un estudio propuso que el género Arctocephalus  este no era monofilético, por lo que separaron a varios de sus componentes en un género propio: Arctophoca, el cual fue taxonómicamente resucitado. No obstante, esta propuesta fue cuestionada y en 2013 estas especies retornaron al género Arctocephalus.

### Especies
Según el estudio de Berta y Churchill del año 2012, estos son los taxones que lo integrarían:
- Arctocephalus galapagoensis - Lobo fino de las Galápagos.
- Arctocephalus gazella - Lobo marino antártico.
- Arctocephalus tropicalis - Lobo marino subantártico.
- Arctocephalus australis
  - Arctocephalus australis - Lobo marino de dos pelos.
  - Arctocephalus forsteri - Lobo marino de Nueva Zelanda.
- Arctocephalus philippii
  - Arctocephalus philippii  - Lobo fino de Juan Fernández.
  - Arctocephalus philippii - Oso marino de Guadalupe.

Estudios posteriores confirmaron la no monofilia de Arctocephalus, con su especie tipo muy separada de las restantes, pero fueron más conservadores en agrupar al grupo en Arctophoca pues a medio camino (separados del grupo Arctophoca hace unos 4 millones de años) se encuentran Phocarctos y Neophoca, ambos géneros descritos en 1866, al igual que Arctophoca. Más lejano aparece Otaria (género descrito en 1816), en un clado junto a Arctocephalus pusillus, la especie tipo de ese género (descrito en 1826). Futuros estudios entre las relaciones filogenéticas de los miembros del clado podrían llegar a arrojar una vinculación más estrecha de P. hookeri y de N. cinerea con el grupo Arctophoca, por lo que este arreglo taxonómico podría presentar nuevos cambios.

## Distribución
Habitan generalmente en los océanos del Hemisferio Sur. Hacia el norte una especie habita en las islas Galápagos, mientras que otro taxón, el lobo fino de Guadalupe (Arctocephalus philippii townsendi), lo hace en la mexicana isla de Guadalupe y en otras cercanas de las costas californianas, ya en pleno Hemisferio Norte.